# Blickling Hall

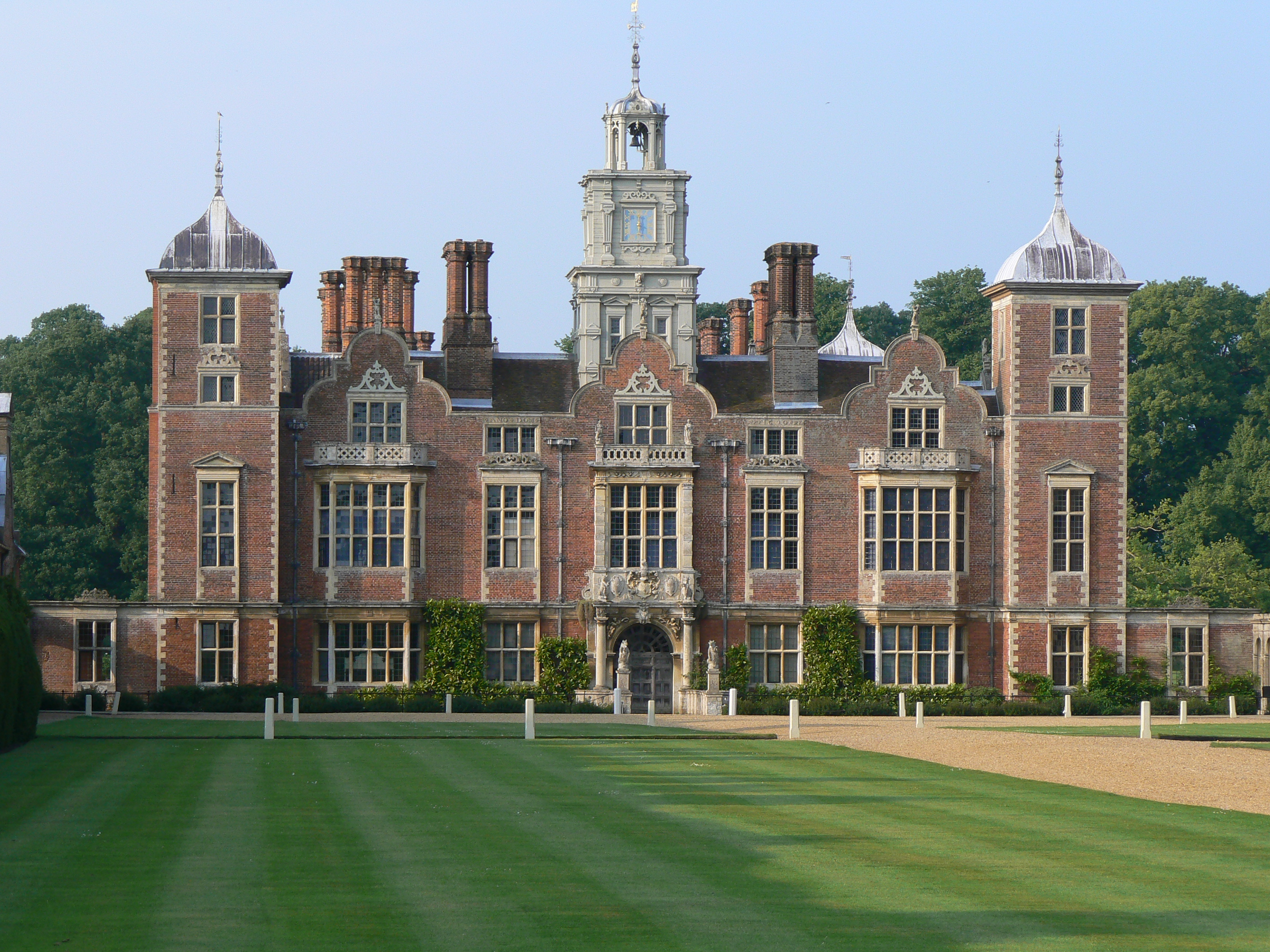
Fachada de Blickling Hall.

O Blickling Hall é um palácio da Inglaterra, situado na vila de Blickling, a Norte de Aylsham, no Norfolk. Faz parte do National Trust for Places of Historic Interest or Natural Beauty (Instituto Nacional de Locais de Interesse Histórico ou de Beleza Natural), desde 1940.

## História
Blicking Hall esteve na posse da família Boleyn, e foi casa de Sir Thomas Boleyn, Conde de  Wiltshire, e da sua esposa, Elizabeth Boleyn, entre 1499 e 1505. Presume-se que os seus dois primeiros filhos, Mary Boleyn e George Boleyn, tenham nascido em Blickling Hall, entre vários outros infantes Boleyn, que não viveram muito. Se a filha mais famosa do casal, Ana Bolena nasceu antes de 1505 (como crê uma escola de pensamentos históricos), então também ela nasceu em Blickling. De qualquer forma, o peso da evidência sugere que Ana nasceu depois de 1505, provavelmente em 1507, e nessa época Sir Thomas já se mudara para o Hever Castle, no Kent. Apesar de tudo, uma estátua e retrato de Ana Bolena reside em Blickling Hall, afirmando "Anna Bolena hic nata 1507" (Ana Bolena nasceu aqui 1507).
O actual Blickling Hall foi construido sobre as ruínas da velha propriedade dos Boleyn, durante o reinado de Jaime I, pelos Hobarts. Em 1616, Sir Henry Hobart, Lord Chief Justice of the Common Pleas, e 1º Baronete, comprou Blicklin a Robert Clere. Acredita-se que o arquitecto de Hatfield House, Robert Lyminge, tenha desenhado a actual estrutura. Sir Henry Hobart casou com Dorthy, a filha de Sir Robert Bell, de Beaupre Hall, Norfolk, porta-voz da Câmara dos Comuns entre 1572 e 1576. Uma grande exposição de material heráldico está presente por toda a propriedade.

## Blicking House no século XX
Durante a Segunda Guerra Mundial o palácio foi requisitado e serviu de messe dos oficiais da vizinha Royal Air Force. Foi nessa época que o edifício e a propriedade passaram para o National Trust for Places of Historic Interest or Natural Beauty (Consórcio Nacional de Locais de Interesse Histórico ou de Beleza Natural).
No final da guerra, o palácio foi devolvido. O National Trust deixou-o, ainda, com os tenentes até 1960, quando começou o trabalho de restauro, para recuperar um estilo que reflectisse a sua história. O palácio e os campos foram abertos ao público em 1962, e permanecem abertos sob o nome de "Blickling Hall, Garden & Park".

## Biblioteca de Blickling Hall
A biblioteca de Blickling Hall contém uma das mais significativas colecções de manuscritos e livros, em Inglaterra. O mais importante manuscrito associado com o palácio são as Blickling homilies, o qual é um dos primeiros exemplos de escrita em inglês vernáculo. Este volume está agora gardado na Firestone Library da Universidade de Princeton (MS. 71, s.x/xi) e é propriedade privada da família Scheide, que reside em New Jersey. As Blickling homilies foram editadas e traduzidas duas vezes, a primeira no século XIX, por Richard Morris, e a segunda muito recentemente, por Richard J. Kelly, o qual discute a importância da colecção Blickling Hall na introdução da sua edição e tradução.